# Przedsiębiorstwo Transportowe „Necko”
Przedsiębiorstwo Transportowe „Necko” Sp. z o.o. – spółka handlowa na terenie miasta Augustów. Spółka powstała 20 grudnia 1995 roku. Od 1 stycznia 1996 roku firma świadczy usługi w zakresie komunikacji miejskiej oraz oczyszczania miasta. Zakład jest odpowiedzialny za obsługę czterech linii autobusowych, jak czystość przystanków miejskich oraz przewóz osób.

## Historia
Pierwsze autobusy Zakładu Komunikacji Miejskiej ruszyły na linie na terenie miasta 21 lipca 1959 roku. Dwa lata później uruchomiono dwie kolejne. W maju 1961 roku rozpoczął swoją działalność Zakład Oczyszczania Miasta, posiadając jeden samochód asenizacyjny oraz jeden do wywozu nieczystości stałych. Jego zadaniem było dbanie o ład miasta. Do 1993 roku firma podlegała pod Przedsiębiorstwo Gospodarki Komunalnej i Mieszkaniowej. Tego roku przekształcona została w spółkę prawa handlowego.

## Zakład Komunikacji Miejskiej

### Autobusy
Początkowo zakład posiadał 12 autobusów, które nie były przystosowane do przewozu osób niepełnosprawnych oraz nie spełniały europejskiego standardu emisji spalin. 
Obecnie posiada wyłącznie pojazdy niskopodłogowe z silnikami spełniającymi normy od Euro III do Euro V. Zainstalowane są także automaty biletowe, tablice i kasowniki elektroniczne, jak i systemy monitoringu.

### Linie autobusowe
Na terenie Augustowa regularnie kursują cztery linie autobusowe.
| Linia | Kierunek                      | Trasa | Liczba przystanków |
| ----- | ----------------------------- | --- | ------------------ |
| 1     | Dworzec PKP                   | L. Waryńskiego – Obrońców Westerplatte – Mjr H. Sucharskiego – J. Chreptowicza – C. K. Norwida – M. Jonkajtysa – Mostowa – Zarzecze – Szpitalna – Letniskowa – Partyzantów – al. kard. Wyszyńskiego – Turystyczna                                      | 18                 |
| 1     | Do zajezdni                   | Turystyczna – Komunalna | 2                  |
| 1     | Waryńskiego Przedszkole       | Turystyczna – al. kard. Wyszyńskiego – Partyzantów – Letniskowa – Szpitalna – Zarzecze – Mostowa – Rynek Z. Augusta – M. Jonkajtysa – A. Mickiewicza – J. Chreptowicza – K. Brzostowskiego – 29 Listopada – L. Waryńskiego                             | 20                 |
| 1     | Dworzec PKP (przez Komunalną) | L. Waryńskiego – Obrońców Westerplatte – Mjr H. Sucharskiego – J. Chreptowicza – C. K. Norwida – M. Jonkajtysa – Mostowa – Zarzecze – Szpitalna – Letniskowa – Partyzantów – al. kard. Wyszyńskiego – Komunalna – al. kard. Wyszyńskiego – Turystyczna | 20                 |
| 2     | Do zajezdni                   | Komunalna – Tartaczna | 2                  |
| 2     | Tartaczna                     | Mjr H. Sucharskiego – J. Chreptowicza – Wojska Polskiego – M. Jonkajtysa – 3 Maja – 29 Listopada – al. kard. Wyszyńskiego – Turystyczna – Tartaczna | 14                 |
| 2     | Pływalnia                     | Tartaczna – Turystyczna – al. kard. Wyszyńskiego – 29 Listopada – 3 Maja – Rynek Z. Augusta – M. Jonkajtysa – Wojska Polskiego – J. Chreptowicza – Obrońców Westerplatte – mjr. H. Sucharskiego                                                        | 16                 |
| 4     | Silikaty                      | Nowomiejska – al. Jana Pawła II – Rajgrodzka – Zygmuntowska – M. Jonkajtysa – Wojska Polskiego – J. Chreptowicza – K. Brzostowskiego – 29 Listopada – al. kard. Wyszyńskiego – Turystyczna                                                             | 21                 |
| 4     | Nowomiejska (z Dworca)        | Turystyczna – al. kard. Wyszyńskiego – Partyzantów – Letniskowa – Mostowa – Nowomiejska | 11                 |
| 4     | Nowomiejska (z Silikaty)      | Turystyczna – Tytoniowa – Komunalna – al. kard. Wyszyńskiego – Partyzantów – Letniskowa – Mostowa – Nowomiejska | 16                 |
| 4     | Silikaty (przez Komunalną)    | Nowomiejska – al. Jana Pawła II – Rajgrodzka – Zygmuntowska – M. Jonkajtysa – Wojska Polskiego – J. Chreptowicza – K. Brzostowskiego – 29 Listopada – al. kard. Wyszyńskiego – Tytoniowa – Komunalna – al. kard. Wyszyńskiego – Turystyczna            | 23                 |
| 4     | Dworzec PKP (przez Komunalną) | Nowomiejska – al. Jana Pawła II – Rajgrodzka – Zygmuntowska – M. Jonkajtysa – Wojska Polskiego – J. Chreptowicza – K. Brzostowskiego – 29 Listopada – al. kard. Wyszyńskiego – Tytoniowa – Komunalna – al. kard. Wyszyńskiego – Turystyczna            | 19                 |

## Zakład Oczyszczania Miasta
Zakład Oczyszczania Miasta oferuje:
- wywóz odpadów komunalnych,
- letnie i zimowe utrzymanie ulic i placów,
- wynajem pojemników do wywozu nieczystości.

### Cennik wynajmu pojemników
Cena podana jest za miesiąc użytkowania. Stan na 4.06.2018.
| Rodzaj pojemnika | Osoby indywidualne (ceny brutto) | Firmy (ceny netto) |
| ---------------- | -------------------------------- | ------------------ |
| MGB 120          | 3,00 zł                          | 3,00 zł            |
| MGB 240          | 5,00 zł                          | 5,00 zł            |
| MGB 360          | 7,50 zł                          | 7,50 zł            |
| SM 1100          | 20,00 zł                         | 20,00 zł           |
| KP - 7           | –                                | 50,00 zł           |

### Cennik pojemników
Stan na 4.06.2018.
| Rodzaj pojemnika                      | Cena               |
| ------------------------------------- | ------------------ |
| MGB 120 (używany, stojący na posesji) | 100,00 zł (brutto) |
| MGB 120                               | 100,00 zł + VAT    |
| MGB 240                               | 150,00 zł + VAT    |
| MGB 360                               | 250,00 zł + VAT    |
| SM 1100                               | 600,00 zł + VAT    |